# Indian Wells Open 2002
L'Indian Wells Open 2002 (conosciuto anche come Pacific Life Open per motivi di sponsorizzazione) 
è stato un torneo professionistico di tennis giocato sul cemento. 
È stata la 29ª edizione dell'Indian Wells Open e faceva parte della categoria ATP Masters Series nell'ambito dell'ATP Tour 2002, e della Tier I nell'ambito del WTA Tour 2002. 
Sia il torneo maschile che quello femminile si sono giocati dal 6 al 17 marzo 2002 all'Indian Wells Tennis Garden di Indian Wells (California), negli Stati Uniti.

## Campioni

### Singolare maschile
Lleyton Hewitt ha battuto in finale  Tim Henman con il punteggio di 6–1, 6–2

### Singolare femminile
Daniela Hantuchová ha battuto in finale  Martina Hingis con il punteggio di 6–3, 6–4,

### Doppio maschile
Mark Knowles /  Daniel Nestor hanno battuto in finale  Roger Federer /  Maks Mirny con il punteggio di 6–4, 6–4

### Doppio femminile
Lisa Raymond /  Rennae Stubbs hanno battuto in finale  Elena Dement'eva /  Janette Husárová con il punteggio di 7–5, 6–0